# راندي روميرو
راندي روميرو (بالإنجليزية: Randy Romero)‏ هو فارس أمريكي، ولد في 22 ديسمبر 1957 في إرث في الولايات المتحدة، وتوفي في 29 أغسطس 2019 بسبب سرطان المعدة.